# حسن بشاره
حسن بشاره (انگلیسی: Hassan Bechara؛ زادهٔ ۱۷ مارس ۱۹۴۵) کشتی‌گیر اهل لبنان است.
از افتخارات وی می‌توان به کسب مدال برنز ۱۰۰+ کیلوگرم کشتی فرنگی در بازی‌های المپیک تابستانی ۱۹۸۰ اشاره کرد.